# Primera B de Chile 2005
Primera B de Chile 2005 var 2005 års säsong av Primera B, den näst högsta divisionen för fotboll i Chile.

## Format
Primera B 2005 bestod av två olika faser - en gruppspelsfas och en nationell fas. I gruppspelsfasen delades de 14 deltagande lagen upp i tre grupper, en grupp om fyra lag och två om fem lag. Alla lag mötte varandra inom grupperna, en gång hemma och en gång borta, vilket innebar 6 matcher för en grupp och 8 matcher för de andra två grupperna. Därefter tog lagen i grupperna om fem lag med sig hälften av poängen och lagen i gruppen med fem lag två tredjedelar av poängen in i den nationella fasen. De tog även med sig all målskillnad. I den nationella fasen möttes alla lag, en gång hemma och en gång borta, vilket innebar ytterligare 26 matcher. Därefter flyttades de två främsta upp och de två främsta efter det gick till uppflyttningskval. Ñublense och San Luis var dock speciellt inbjudna och kunde inte flyttas upp under säsongen, oavsett tabellplacering.

## Gruppspelsfasen

### Norra gruppen
| Nr | Lag                  | S | V | O | F | GM | IM | MS | P  |
| -- | -------------------- | - | - | - | - | -- | -- | -- | -- |
| 1  | Deportes Antofagasta | 6 | 3 | 1 | 2 | 6  | 4  | +2 | 10 |
| 2  | Deportes Arica       | 6 | 1 | 5 | 0 | 9  | 8  | +1 | 8  |
| 3  | Deportes Ovalle      | 6 | 2 | 2 | 2 | 10 | 10 | 0  | 8  |
| 4  | Deportes Copiapó     | 6 | 1 | 2 | 3 | 6  | 9  | −3 | 5  |

### Centrala gruppen
| Nr | Lag              | S | V | O | F | GM | IM | MS | P  |
| -- | ---------------- | - | - | - | - | -- | -- | -- | -- |
| 1  | Santiago Morning | 8 | 6 | 1 | 1 | 18 | 9  | +9 | 19 |
| 2  | O'Higgins        | 8 | 5 | 2 | 1 | 13 | 10 | +3 | 17 |
| 3  | Magallanes       | 8 | 1 | 4 | 3 | 11 | 12 | −1 | 7  |
| 4  | Unión La Calera  | 8 | 0 | 5 | 3 | 7  | 11 | −4 | 5  |
| 5  | San Luis         | 8 | 1 | 2 | 5 | 9  | 16 | −7 | 5  |

### Södra gruppen
| Nr | Lag               | S | V | O | F | GM | IM | MS | P  |
| -- | ----------------- | - | - | - | - | -- | -- | -- | -- |
| 1  | Provincial Osorno | 8 | 6 | 0 | 2 | 13 | 12 | +1 | 18 |
| 2  | Naval             | 8 | 5 | 0 | 3 | 20 | 12 | +8 | 15 |
| 3  | Lota Schwager     | 8 | 3 | 1 | 4 | 14 | 17 | −3 | 10 |
| 4  | Ñublense          | 8 | 2 | 3 | 3 | 15 | 13 | +2 | 9  |
| 5  | Fernández Vial    | 8 | 1 | 2 | 5 | 6  | 14 | −8 | 5  |

## Nationella fasen
Santiago Morning och Deportes Antofagasta flyttas upp till Primera División de Chile 2006 medan Provincial Osorno och O'Higgins gick till uppflyttningskval (Ñublense kunde inte gå till uppflyttningskval då de var inbjudna inför säsongen). Deportes Copiapó och Deportes Ovalle fick tre respektive fyra poängs avdrag för att ha använt en icke-spelbar spelare. Naval fick totalt 23 poängs avdrag, 15 för att ha ställt upp med ett ungdomslag i en match (mot Magallanes), 5 för att ha använt en icke-spelbar spelare och sedan ytterligare 3 för att inte ha betalat spelarna i tid.
| Nr | Lag                  | S  | V  | O  | F  | GM | IM | MS  | P  |
| -- | -------------------- | -- | -- | -- | -- | -- | -- | --- | -- |
| 1  | Santiago Morning     | 26 | 16 | 4  | 6  | 60 | 34 | +26 | 62 |
| 2  | Deportes Antofagasta | 26 | 15 | 6  | 5  | 43 | 20 | +23 | 58 |
| 3  | Provincial Osorno    | 26 | 11 | 10 | 5  | 51 | 39 | +12 | 52 |
| 4  | Ñublense             | 26 | 13 | 5  | 8  | 53 | 44 | +9  | 49 |
| 5  | O'Higgins            | 26 | 9  | 8  | 9  | 41 | 35 | +6  | 44 |
| 6  | Deportes Arica       | 26 | 11 | 5  | 10 | 42 | 39 | +3  | 43 |
| 7  | Deportes Ovalle      | 26 | 11 | 7  | 8  | 44 | 43 | +1  | 41 |
| 8  | Lota Schwager        | 26 | 11 | 2  | 13 | 46 | 53 | −7  | 40 |
| 9  | San Luis             | 26 | 9  | 9  | 8  | 42 | 47 | −5  | 39 |
| 10 | Magallanes           | 26 | 9  | 5  | 12 | 42 | 46 | −4  | 36 |
| 11 | Unión La Calera      | 26 | 10 | 2  | 14 | 41 | 47 | −6  | 35 |
| 12 | Fernández Vial       | 26 | 8  | 5  | 13 | 34 | 57 | −23 | 32 |
| 13 | Deportes Copiapó     | 26 | 3  | 7  | 16 | 26 | 51 | −25 | 16 |
| 14 | Naval                | 26 | 5  | 7  | 14 | 43 | 53 | −10 | 7  |